# Ulf Schirmer
Ulf Schirmer (født 1959 i Eschenhausen ved Bremen) er en tysk dirigent.
Schirmer studerede ved Hochschule für Künste Bremen samt ved Musikhochschule Hamburg hos György Ligeti, Christoph von Dohnányi og Horst Stein. Han var assistent for Lorin Maazel og tilknyttet som dirigent ved Wiener Staatsoper, hvor han fik dirigent-debut 12. september 1984 og siden stod i spidsen for talrige premierer.
Fra 1988 til 1991 var han Generalmusikdirektor i Wiesbaden og kunstnerisk leder for symfonikoncerterne ved Hessisches Staatstheater, og fra 1995 til 1998 var han chefdirigent for DR Radiosymfoniorkestret.
I sommeren 2006 indledte han sit virke som kunstnerisk leder for Münchner Rundfunkorchester.
Ulf Schirmer har optrådt som gæstedirigent på bl.a. Bastilleoperaen, La Scala og Deutsche Oper Berlin samt ved festspillene i Salzburg og Bregenz.
Ulf Schirmer er professor i musikalsk analyse ved Musikhochschule Hamburg.

## Diskografi
- Alban Berg: Lulu. Opera. Optaget live ved opførelse i Ridehuset (aug.-sep. 1996). Medvirkende bl.a.: Constance Hauman, Julia Juon, Theo Adam, Peter Straka, Monte Jaffe, Michael Myers DR Radiosymfoniorkestret. Chandos CHAN9540(3)
- Bohuslav Martinu: Græsk Passion. Wiener Symphoniker. KOCH
- Carl Nielsen: Maskarade. Medvirkende bl.a.: Aage Haugland, Susanne Resmark, Gert-Henning Jensen, Bo Skovhus, Michael Kristensen, Kurt Ravn, Henriette Bonde-Hansen, Marianne Rørholm. DR Radiosymfoniorkestret og Radiokoret. DECCA 460 227-2
- Carl Nielsen: Hymnus amoris, Lille Suite og 4. symfoni. Medvirkende bl.a.: Barbara Bonney, John Mark Ainsley, Lars Pedersen, Michael W. Hansen, Bo Anker Hansen, Radiokoret, Københavns Drengekor, DR Radiosymfoniorkestret. DECCA 452 486-2
- Richard Strauss: Capriccio. Medvirkende bl.a.: Kiri Te Kanawa, Hakan Hagegard, Uwe Heilmann, Olaf Bär, Victor Von Halem. Wiener Philharmoniker. DECCA 444 405.